# Drive My Car (film)
Drive My Car (ドライブ・マイ・カー?) è un film del 2021 diretto da Ryūsuke Hamaguchi, adattamento cinematografico dell'omonimo racconto di Haruki Murakami, contenuto nella raccolta Uomini senza donne (2014).
Considerato dalla National Society of Film Critics e da diversi critici come miglior film del 2021, Drive My Car è stato presentato in concorso al 74º Festival di Cannes, dove ha vinto il Prix du scénario. Il lungometraggio ha poi vinto il premio Oscar come miglior film internazionale dopo aver ricevuto quattro candidature: miglior film (primo giapponese a raggiungere la candidatura), miglior regista, migliore sceneggiatura non originale e miglior film internazionale, oltre ad aver vinto il Golden Globe per miglior film in lingua straniera.

## Trama
L'attore e regista teatrale Yūsuke Kafuku è sposato con Oto, una sceneggiatrice. Oto concepisce le sue storie durante il sesso e le racconta a Yūsuke. Dopo aver visto il marito in una rappresentazione di Aspettando Godot, Oto presenta a Yūsuke il suo frequente collaboratore, il giovane attore Kōji Takatsuki. Quando un giorno Yūsuke torna a casa presto, trova sua moglie che fa sesso con un giovane, presumibilmente Takatsuki. Se ne va in silenzio senza essere notato e non ne parla con lei. Un giorno, mentre Yūsuke sta uscendo per andare al lavoro, Oto gli dice che vuole parlare con lui più tardi quella sera. Yūsuke torna a casa tardi e trova Oto morta per un'emorragia cerebrale. Dopo il suo funerale, Yūsuke ha un esaurimento durante una rappresentazione di Chechov di Zio Vanja e non è in grado di continuare lo spettacolo.
Due anni dopo, Yūsuke accetta una residenza a Hiroshima, dove dirigerà un adattamento multilingue dello Zio Vanja. Yūsuke sceglie Kōji, la cui carriera è stata recentemente danneggiata da una condotta scorretta, come Zio Vanja nonostante la sua giovane età e le preoccupazioni per il suo comportamento irregolare. La compagnia teatrale richiede che Yūsuke non guidi, ma sia accompagnato nella sua auto, una Saab 900 Turbo rossa del 1987. All'inizio si oppone, ma cede dopo che la giovane e riservata autista, Misaki Watari, si rivela un'abile guidatrice.
Una notte, Yūsuke si incontra con Kōji in un bar, dove Kōji ammette di amare Oto, ma sostiene che era un amore non corrisposto. Durante la loro guida, Yūsuke e Watari iniziano a legare mentre Yūsuke le racconta di Oto e della perdita della loro figlia, che avrebbe avuto l'età di Watari. Watari gli racconta della sua madre violenta, morta in una frana cinque anni prima.
Dopo un'altra uscita in un bar, Yūsuke critica la mancanza di autocontrollo di Kōji. Mentre se ne vanno, Kōji si allontana brevemente per seguire un uomo che lo ha fotografato senza permesso. Durante il viaggio di ritorno a casa, Yūsuke rivela a Kōji che sapeva delle relazioni di sua moglie ma che ha taciuto per paura di perderla. Kōji condivide una delle storie di Oto che Yūsuke non aveva mai sentito nella sua interezza. Alcuni giorni dopo, la polizia arriva a una prova e arresta Kōji perché il fotografo con cui ha litigato è ormai morto per le ferite riportate nella loro lotta. I direttori della residenza offrono a Yūsuke una scelta: entrare nel ruolo di Vanja o cancellare del tutto lo spettacolo. Yūsuke chiede ai direttori di poterci pensare, loro rispondono affermativamente, dandogli due giorni per poter prendere la sua decisione.
Yūsuke chiede a Watari di portarlo nella sua casa d'infanzia in Hokkaido. Durante il loro viaggio in macchina, Watari rivela che avrebbe potuto salvare sua madre nella frana, ma ha scelto di non farlo. Yūsuke rivela che avrebbe potuto salvare sua moglie se fosse tornato a casa per affrontare la discussione che lei voleva avere. Arrivano ai resti della casa d'infanzia di Watari e condividono un momento di tenerezza. Si confortano a vicenda e poi tornano a Hiroshima, dove Yūsuke assume il ruolo di Vanja e dà una performance impegnativa ma appassionata davanti a un pubblico dal vivo.
Nel presente, Watari fa la spesa in Corea. Entra nella Saab 900 turbo rossa (l'auto è quella del protagonista ma con numero di targa diverso), dove un cane la aspetta sul sedile posteriore.

## Produzione
Il film è diretto da Ryūsuke Hamaguchi che, insieme a Takamasa Ōe, ha scritto anche la sceneggiatura. Si basa sul racconto omonimo di Haruki Murakami tratto dalla raccolta del 2014 Uomini senza donne. Inoltre, si possono individuare elementi dai racconti “Sheherazade” e “Kino”, che fanno parte dalla stessa raccolta. In origine il regista pensò di girare il film a Pusan in Corea del Sud, alla fine però per la pandemia di Covid-19 si decise di optare per Hiroshima.
La canzone Drive My Car dei Beatles, che dà il nome al racconto originale e al film, non è stata introdotta nella pellicola per difficoltà dovute ai permessi di utilizzo. Al contrario viene incluso nella colonna sonora un brano di Ludwig van Beethoven, che è nominato nel racconto di Murakami.
Nella storia originale la vettura è una Saab 900 cabrio gialla; nel film, per motivi estetici, è stata cambiata in una Saab 900 Turbo rossa con tetto chiuso.

## Promozione
La locandina del film è stata diffusa online il 14 aprile 2021, seguita dal primo trailer il 12 maggio.

## Distribuzione
Il film è stato presentato in anteprima l'11 luglio 2021 in concorso alla 74ª edizione del Festival di Cannes, per poi essere distribuito nelle sale cinematografiche giapponesi da Bitters End a partire dal 20 agosto dello stesso anno.
È stato distribuito in Italia da Tucker Film a partire dal 23 settembre 2021.

## Accoglienza

### Incassi
Nel primo weekend di distribuzione, Drive My Car ha incassato 13 775 dollari nelle due sale giapponesi dove è stato proiettato, per un totale di incassi domestici pari a 1 837 718 $. Globalmente, il lungometraggio ha incassato 15 356 410 $.

### Critica
Il sito aggregatore di recensioni Rotten Tomatoes riporta che il 97% delle 216 recensioni professionali è positivo, con un voto medio pari a 8,60 su 10. Il consenso della critica è il seguente: «l'imponente durata di Drive My Car racchiude un dramma ricco e pazientemente avvincente, che fa i conti con l'accettazione di sè stessi e il rimpianto». Su Metacritic, il film ha ottenuto un punteggio di 91 su 100 basato su 42 recensioni, indicando un «plauso universale».

## Riconoscimenti
- 2022 – Premio Oscar
  - Miglior film internazionale (Giappone)
  - Candidatura per il miglior film
  - Candidatura per il miglior regista a Ryūsuke Hamaguchi
  - Candidatura per la migliore sceneggiatura non originale a Ryūsuke Hamaguchi e Takamasa Ōe
- 2022 – Premio BAFTA
  - Miglior film non in lingua inglese
  - Candidatura per il miglior regista a Ryūsuke Hamaguchi
  - Candidatura per la miglior sceneggiatura non originale a Ryūsuke Hamaguchi e Takamasa Ōe
- 2022 – Golden Globe
  - Miglior film in lingua straniera
- 2021 – Festival di Cannes[4]
  - Prix du scénario a Ryūsuke Hamaguchi e Takamasa Ōe
  - Premio FIPRESCI (Concorso)
  - Premio della Giuria Ecumenica
  - Premio AFCAE
  - In concorso per la Palma d'oro
- 2021 – Boston Society of Film Critics
  - Miglior film
  - Miglior regista a Ryūsuke Hamaguchi
  - Miglior attore a Hidetoshi Nishijima
  - Miglior sceneggiatura a Ryūsuke Hamaguchi e Takamasa Ōe
- 2021 – Chicago Film Critics Association
  - Miglior film in lingua straniera
  - Candidatura per il miglior film
  - Candidatura per il miglior regista a Ryūsuke Hamaguchi
  - Candidatura per il miglior attore a Hidetoshi Nishijima
  - Candidatura per la miglior sceneggiatura non originale a Ryūsuke Hamaguchi e Takamasa Ōe
  - Candidatura per il miglior montaggio ad Azusa Yamazaki
- 2021 – Los Angeles Film Critics Association
  - Miglior film
  - Miglior sceneggiatura a Ryūsuke Hamaguchi e Takamasa Ōe
- 2022 – National Society of Film Critics
  - Miglior film
  - Miglior regista a Ryūsuke Hamaguchi
  - Miglior attore a Hidetoshi Nishijima
  - Miglior sceneggiatura a Ryūsuke Hamaguchi e Takamasa Ōe